# Грамотность в дореволюционной России
Грамотность в дореволюционной России — уровень владения населением Руси и Российской империи навыков чтения и письма. 

## История распространения грамотности в России

### Древнерусское государство
Начало распространения грамотности относится к концу Х и началу XI в. При Владимире Святославовиче (ок. 960—1015) и Ярославе (ок. 978—1054) отбирали детей у «нарочитых людей» и учили их грамоте и догматам веры. Ярослав «сам книги читал», Владимир же был неграмотен. Летописец говорит:
Ярослав насеял книжными словесы сердца верных людей, а мы пожинаем, принимая книжное учение.
1030 г. Ярослав велел в Новгороде собрать у старост и священников детей (300 человек) и учить их грамоте. Это училище имело целью подготавливать достойных служителей церкви. В XI в. уже существовала грамота и в разных городах и монастырях. Из жизнеописания св. Феодосия (игумена Киево-Печерской лавры) видно, что в 1023 г. существовало училище в Курске. Есть предположение о существовании школ при кафедрах пяти епископов того времени. Грамотными были в XI и XII в. не только монахи, но и многие князья. К 1086 г. относится известие об училище для женщин, учреждённом царевной Анной. В XII в. был известен своим рвением к школьному делу смоленский князь Роман Ростиславич. На устройство училищ он израсходовал все свои средства. Великий князь Владимирский Константин Всеволодович также заводил у себя училища.

### Удельная Русь
В удельный период грамотность сделала большие успехи. Библиотеки, заведённые некоторыми князьями, свидетельствуют, что число «списателей» (переписчиков) тоже было значительным. В период татаро-монгольского ига грамотность встречается уже редко, это время было крайне неблагоприятным для распространения образования. Князья и бояре обычно были неграмотны; о духовенстве греки говорили, что оно «не книжно». Достаточно сказать, что тверской князь Михаил Александрович в XIV веке был вынужден учиться грамоте в Новгороде. Слабый огонёк просвещения поддерживали митрополит киевский Кирилл (ум. в 1280 г.), епископ ростовский Кирилл (ум. в 1362 г.), московские святители Пётр, Алексий, Иона и Кирилл, владимирский епископ Серапион. Упадок грамотности продолжался несколько столетий и охватывал все сословия. Так о Дмитрии Донском (1350—1389) летописец говорит, что «он не был хорошо изучен книгам», а Василий Тёмный (1415—1462) «не был ни книжен, ни грамотен». Положение образования было так плохо, что в конце XV в. приходилось ставить в священники безграмотных. На общее невежество народа и духовенства жаловался Геннадий (архиепископ Новгородский). Обращаясь к митрополиту Симону, он писал, что по малому числу грамотных некого ставить в священники, учиться же никто не хочет.

### Русское царство
На Стоглавом соборе (1551) решено было заводить у священников, диаконов и дьяков в домах училища для обучения «грамоте, книжному письму и церковному пению и чтению налойному»; но решение собора не было приведено в исполнение. Духовенство было для этого слишком бедно и невежественно. Школы существовали только в крупных центрах. Так, в 1553 г. упоминается об открытии училищ при новых епархиях в Казани и Каргополе. При Борисе Годунове предполагалось завести в России светские школы, но последовавшая смута помешала этому.
В конце XVI в. из 22 бояр, подписавших грамоту об избрании Годунова на царство, не знали грамоты четверо; из 22 стольников, 8 было неграмотных. Ещё меньше знали грамоту дворяне и дети боярские. В одном акте XVI в. из 115 князей и детей боярских могли подписать своё имя только 47 чел.
В более значительном количестве школы начали возникать в XVI в. в Киеве, на Украине, в Юго-западном крае и Литве. Устраивались они, с одной стороны, иезуитами, а с другой — распространялись, в целях борьбы с католицизмом, братские школы. Много для развития образования сделали Константин Острожский и некоторые другие просвещённые люди того времени. Большой Московский собор 1666—1667 гг. повелел, «чтобы всякий священник детей своих научил грамоте». Однако начальных народных школ в собственном смысле этого слова допетровская Русь почти вовсе не знала.

### Российская империя

#### XVIII век
Пётр Великий первым обратил серьёзное внимание на распространение грамотности и даже сделал единственную в истории Российской империи попытку ввести обязательное обучение хотя бы для отдельного сословия. В 1714 г. он учредил цифирные, или арифметические школы, в которых преподавались грамота, счисление и основания геометрии; ученики обучались бесплатно и платили только за выход из школы. В арифметические школы дворяне и чиновники должны были посылать детей своих 10-15-летнего возраста; впоследствии это распоряжение было распространено и на лиц других сословий. Городам приказано было открывать начальные училища, в которых бы могли обучаться дети всех состояний. Духовный регламент 1721 г. обязывал епископов заводить школы, и отчёты свидетельствуют о существовании их в 18 епархиях. Разделяя монастыри на категории, Пётр обязал одни из них заниматься начальным обучением сирот, другие — обучением мальчиков. В 1727 г. в России насчитывалось 46 епархиальных школ с 3056 учащимися. Новгородская епархиальная школа, благодаря исключительно благоприятным условиям, организовала в епархии до 14 низших школ, в которых с 1706 по 1720 г. обучалось 1007 детей.
Открываемые цифирные школы, однако, были поставлены плохо; ученики из них разбегались и нередко содержались в тюрьмах под караулами, а учителя уклонялись от занятий. Уже при жизни Петра многие цифирные школы были присоединены к духовным училищам, а другие закрылись. В 1720 г. посадские люди подали челобитную, в которой просили об освобождении детей их от посещения училищ, так как это для них разорительно; просьбу эту пришлось удовлетворить. С 1714 по 1722 г. во всех цифирных школах перебывало 1389 учеников, из которых окончило курс только 93. К концу царствования Петра I в России насчитывалось около 110 низших училищ. К середине XVIII в. цифирных школ уже не существовало. И хотя для народной начальной школы Пётр сделал несравненно меньше, чем для образования высших классов (главной целью образования он ставил немедленную практическую подготовку столь необходимых ему просвещённых слуг государства), но в последовавшие за его смертью царствования не было даже и попыток распространять грамотность в народе.
При Екатерине I и Петре II было открыто лишь несколько школ для обучения детей священников. При Анне Иоанновне были учреждены гарнизонные школы, тогда как цифирные школы окончательно прекратили существование. В 1740 году она учредила в Казани, Царевококшайске, Цивильске и дворцовом селе Елабуге школы для новокрещённых детей магометан и идолопоклонников. В том же году последовал указ синоду о размножении школ и училищ по Духовному Регламенту. Императрица Елизавета делала неудачные попытки восстановления то цифирных, то гарнизонных школ. В 1743 г. она предписывала родителям обучать детей своих катехизису и наставлять в чтении церковных книг, угрожая за неисполнение этого штрафами; но это предписание осталось лишь на бумаге. В Оренбурге была учреждена школа для детей, прижитых ссыльными; основаны были также школы в сербских поселениях и на Украинской линии, для обучения однодворцев и служащих в ландмилицких полках. Между тем в населении начинала проявляться потребность в образовании. Согласно некоторым свидетельствам, домашнее обучение, за отсутствием официальных школ, существовало в то время среди поморов, на берегах Волги, в Малороссии и т. д.
При Екатерине II «Комиссия об училищах и призрения требующих» к 1770 г. разработала проект введения обязательного обучения грамоте всего мужского сельского населения; продолжительность учебного курса проектировалась в 8 месяцев. В 1775 г., когда были учреждены приказы общественного призрения, на них было возложено, в частности, «попечение и надзирание о установлении и прочном основании народных школ», которые предписывалось открывать не только в городах, но и в многолюдных селениях, причем на добрую волю родителей предоставлялось отдавать детей в школу или оставлять их дома. В курс школы входили чтение, письмо, арифметика, рисование и катехизис для «детей греко-российского исповедания». Открытию школ, однако, мешал недостаток средств, учителей и хороших учебников.
Для реформы учебного дела в 1782 году была создана комиссия об учреждении училищ, которой было предписано заняться подготовкой учебных книг, разработкой плана и устройства народных училищ, открытием школ во всей империи, начиная с Петербургской губернии, и подготовкой способных учителей. Согласно разработанному учебному плану, все народные училища разделялись на 3 разряда: малые (2 класса), средние (3 класса) и главные (4 класса и 5 лет обучения). В малых училищах предполагалось обучать Закону Божию, чтению, письму, основам грамматики, рисованию, арифметике и читать книгу «О должностях человека и гражданина». В третьем классе средних училищ преподавались катехизис, священная история, христианское нравоучение, объяснение Евангелия, арифметика, грамматика, всеобщая и русская история и краткая география. В главных училищах к перечисленным предметам присоединялись геометрия, архитектура, механика, физика, натуральная история и немецкий язык. Екатерина повелела также завести преподавание различных языков по местностям (например, греческого языка в Новороссийской, Киевской и Азовской губерниях, китайского — в Иркутской), но в действительности эти языки в народных училищах никогда не преподавались.
В 1782 году было объявлено об открытии в Петербурге Исакиевского училища за собственный счёт императрицы. Тогда же в столице были открыты ещё 6 училищ, а в следующем году — главное народное училище с отделением для обучения будущих учителей народных школ. В 1785 г. в петербургских училищах обучались уже 1192 ученика; желающих учиться было гораздо больше, мест в училищах не хватало. Многие частные лица помогали устройству училищных домов. В апреле 1786 г. было повелено открыть главные народные училища в 25 губерниях. 5 августа 1786 г. был издан устав народных училищ, в основе которого лежало признание народного образования делом государственным. По этому уставу народные училища разделялись на 2 разряда: главные, четырёхклассные, учреждаемые в губернских городах, и малые — двуклассные в уездных городах и одноклассные в селениях. Никаких средств для открытия и содержания училищ выделено, однако, не было; приказы общественного призрения заботились преимущественно о главных училищах, а на малые не обращали почти никакого внимания и предоставили их попечению городских дум, которые отнеслись к делу совершенно равнодушно. Нередко бывало, что, вследствие полного недостатка средств, закрывались училища целой губернии (например, Тамбовской). Громадным тормозом для развития училищ являлось также отсутствие подготовленных учителей. В 1786 г. учительское отделение главного народного училища в Петербурге было преобразовано в самостоятельную учительскую семинарию, которая просуществовала до 1803 г., когда она стала учительской гимназией (позднее — педагогическим институтом), и выпустила всего 425 учителей. Кроме воспитанников этой семинарии, в учителя назначались также ученики духовных семинарий. К концу XVIII века в России впервые проявилась общественная инициатива в деле распространения образования; в среде учреждённого Екатериной Императорского вольного экономического общества поднимался уже вопрос о всеобщей грамотности. Это общественное движение, однако, скоро прекратилось вследствие реакции, наступившей уже в конце царствования Екатерины. Коренным препятствием, устранявшим возможность сколько-нибудь серьёзного развития народного образования, было крепостное право. П. И. Рычков стыдил русских примером татар-магометан, у которых есть почти в каждой деревне училище, тогда как у русских и в очень больших деревнях сплошь и рядом нет ни одного человека, умеющего читать. В то же самое время высказывались и такие мнения, что «черни не нужно давать образования», а депутат от клинского дворянства Пётр Орлов если и высказывался за обучение грамоте, то на следующем основании: пусть крестьяне путём грамоты «сами собой находят, чем они обязаны Богу, государю, отечеству и по закону помещику своему».
Согласно данным ЭСБЕ, в 1786 г. в России имелось 40 главных и малых училищ, домашних пансионов и сельских училищ, с 136 учителями и 4398 учащимися. По состоянию на 1800 год, Россия располагала 315 школами, с 790 учителями и 19915 учащимися. Среди учащихся было много иностранцев. Из общего числа 176730 учащихся, прошедших школу с 1782 по 1800 г., девочек было лишь 12595 (7 %), и то большей частью в столице.

#### XIX век
В царствование Александра I (1801—1825) вопрос о том, нужно ли давать народу грамотность, всё ещё оставался для многих спорным. В 1802 году было учреждено министерство народного просвещения, в следующем году — главное управление училищ. Предварительными правилами 1803 г. все учебные заведения были разделены на 4 разряда: 1) училища приходские, заменившие малые народные училища, 2) училища уездные, которые должны были быть в каждом уездном городе, 3) училища губернские, или гимназии (бывшие главные народные училища) и 4) университеты. В городах и селениях каждый церковный приход или два прихода, в зависимости от численности прихожан, должны были иметь одно приходское училище. В казённых селениях училище вверялось священникам и почётнейшим жителям, в помещичьих — «просвещённой и благонамеренной попечительности» помещика. Целью приходских училищ ставилась подготовка учеников для уездных училищ, а также физическое и нравственное их улучшение. Предметами обучения были чтение, письмо, 4 действия арифметики, Закон Божий, нравоучение, объяснительное чтение книги «Краткое наставление о сельском домоводстве». Приходские училища должны были содержаться полностью за счёт местного населения; в городах — за счёт городских обществ, в казённых селениях — за счёт крестьян, в частных — за счёт помещиков. Согласно ЭСБЕ, однако, «по отношению к приходским училищам правила 1803 г. должны были оставаться мёртвой буквой; училища эти вовсе не открывались».
Несколько иначе обстояло дело в западных и юго-западных губерниях Российской империи. Так на съезде римско-католического духовенства в Луцке (1803 г.) учреждение приходских училищ было признано первоочередной задачей, духовенство обязалось устроить училища при каждом костёле и ассигновало на них значительные средства. По уставу для приходских училищ в Волынской, Киевской и Подольской губерниях (1807 г.), преподаваемые в них предметы различались по сословиям учащихся, причем дети крестьян должны были обучаться лишь предметам, «относящимся к хозяйственным надобностям». В Царстве Польском с 1818 г. постановлением эдукационной палаты было узаконено, что ни один город, местечко и деревня не могут оставаться без училища; все жители города или деревни, к какому бы сословию и исповеданию они ни принадлежали, составляют так называемое училищное общество, на которое и падает расход по устройству и содержанию училища. Положением о крестьянах Курляндской губернии 1817 г. каждому волостному мирскому обществу поставлено в обязанность «завести и содержать на каждую тысячу душ обоего пола по крайней мере одну школу». В 1819 г. был создан комитет для учреждения и управления сельских школ в Эстляндии и издано положение о лифляндских крестьянах, в котором заключались подробные постановления об учреждении волостных школ на каждые 500 душ мужского пола и высших приходских в каждом приходе, содержащем в себе 2000 душ мужского пола.
В 1816 г. 18 начальных училищ были открыты в Сибири, однако народное образование развивалось в Сибири крайне медленно вплоть до 1850-х годов.
К концу царствования Александра I Россия обладала крайне ничтожным числом народных училищ. По данным «Статистического изображения городов и посадов Российской Империи по 1825 г.», во всех 686 городских поселениях, население которых насчитывало свыше 3,5 млн, работало лишь 1095 учебных заведений всех видов.
За год до воцарения Николая I, со вступлением в министерство А. С. Шишкова, была предпринята работа по пересмотру штатов учебных заведений и учебно-воспитательной части. В составленном проекте главное внимание обращалось на преподавание Закона Божия и на изучение русского языка иноверцами. В 1826 г. была образована особая комиссия, которой было поручено ввести «должное и необходимое единообразие» в дело воспитания и учения и «воспретить всякие произвольные преподавания учений по произвольным книгам и тетрадям». Результатом работы комиссии стал устав 8 декабря 1828 г., которым народная школа была совершенно оторвана от средней и высшей и в основу классификации учебных заведений впервые было положено разделение народа на «состояния».
Для открытия частных училищ требовалось особое разрешение от губернского директора; их содержатели были лишены права непосредственно приглашать учителей. В приходских одноклассных училищах преподавались Закон Божий, чтение гражданской и церковной печати, письмо и первые 4 правила арифметики. Двуклассные приходские училища разрешалось открывать в посадах и селениях с промысловым населением. Устройство и содержание сельских училищ было отнесено уставом 1828 г. полностью на средства крестьян и помещиков, а городских — на счёт городов.
Вводя в организацию народного образования небывалую до тех пор регламентацию и административные стеснения и вместе с тем по-прежнему оставляя народные училища без всякой материальной поддержки со стороны государства, устав 1828 г. должен был неминуемо привести к значительному ухудшению народного образования. Некоторые помещики, имевшие в своих деревнях школы для крестьян, после издания устава закрыли их, не желая подвергаться административным стеснениям. Вообще в деревнях приходские школы почти вовсе не открывались. Городские думы давали деньги на открытие приходских училищ ещё менее охотно, чем прежде. В 1831 г. в столицах было запрещено вновь открывать частные школы, а в других местах для их открытия требовалось разрешение министра; в 1833 г. были учреждены инспектора над частными учебными заведениями в столицах.
По отношению к народному образованию на западных окраинах политика Николая I также резко отличалась от политики времён Александра I. В 1832 г. было повелено «упразднить совершенно» приходские училища в Волынской, Киевской и Подольской губерниях, находившиеся в руках римско-католического духовенства, а вместо них было предписано «завести со временем и единственно для преподавания русской грамматики, русского катехизиса и арифметики» училища при церквях греко-российского исповедания. Декретом 1839 г. все учебные заведения Царства Польского были подчинены министерству народного просвещения. В 1840 г. в Прибалтийском крае министерство народного просвещения учредило около 100 школ для православного населения, которые в 1850 г. были переданы духовенству и влачили самое жалкое существование: духовенство жаловалось, что население относится к ним равнодушно и школы не имеют никаких средств. Евангелическо-лютеранские школы края в это самое время процветали (их было около 1500).
С 1831 г. губернаторы были обязаны в своих ежегодных всеподданнейших отчётах помещать сведения о состоянии учебных заведений. В 1850 г. был учреждён особый комитет для рассмотрения учебных руководств. В то же время об обучении учителей для народных школ не было и речи.
Помимо министерства народного просвещения, начальные учебные заведения имелись также в ведении министерства государственных имуществ (приходские училища в казённых селениях, мектебе и медресе в казённых татарских селениях, удельные училища) и министерства внутренних дел (училища для детей канцелярских служителей); существовали также училища при горных заводах и многочисленные церковно-приходские школы.

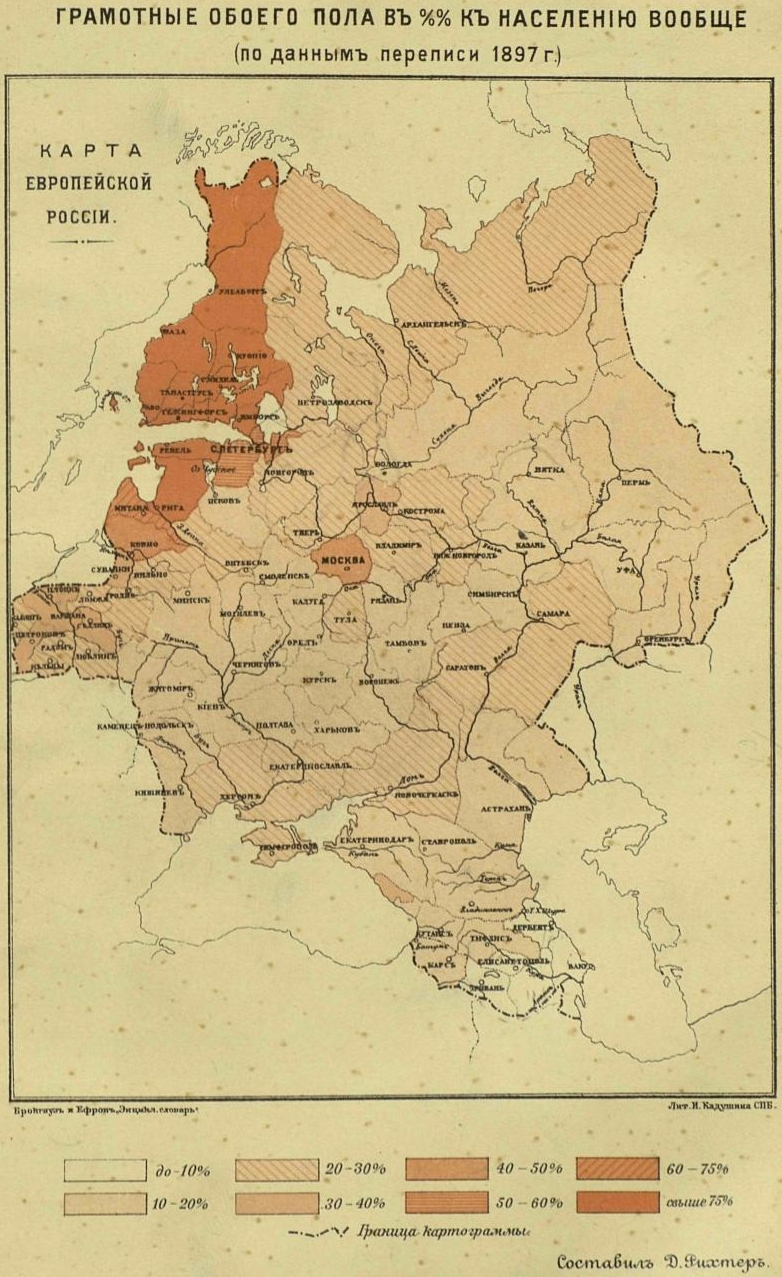
Грамотность в Российской империи по данным Переписи 1897 года.

По состоянию на 1856 г., во всей Российской империи (без Царства Польского), при населении 63,8 млн чел., было всего 8227 начальных училищ с 450 тыс. учащихся, в том числе 6088 школ в Европейской России без 3 прибалтийских губерний, 1753 школы в прибалтийских губерниях, 312 школ в Сибири (из них в одной Тобольской губернии — 164). Вот как характеризует школы того времени С. И. Миропольский: «училищ было мало, стояли пусты, многие числились лишь на бумаге; обучение в школах шло так, что народ не видел от него никакой пользы. Частные случаи благоустройства училищ оставались исключениями». При этом, говоря о церковно-приходских школах, составлявших свыше половины всех начальных училищ, С. И. Миропольский подчёркивал, что их число, скорее всего, было завышено.
Распространение грамотности начинает делать успехи только после освобождения крестьян, с развитием участия земства в деле народного образования. Император Александр II, освободивший крестьянство от крепостного рабства, дал народной школе необходимую почву для развития и создал в России совершенно новую организацию всего дела народного образования. Уже в 1850-е годы вопросы образования становятся жгучими вопросами дня, одинаково занимающими и общество, и правительство. Как и во всех начинаниях, связанных с реформой 19 февраля, в этом деле принимает самое близкое участие морское ведомство и великий князь Константин Николаевич. В «Морском сборнике» появляется статья Н. И. Пирогова, доказывающая необходимость широкого развития общего образования. В морском ведомстве служил и будущий главный реформатор российской народной школы, А. В. Головнин, министр народного просвещения в период с 1861 по 1865 гг. Резкое изменение взглядов правительства на народное образование проявилось уже во всеподданнейшем докладе министра народного просвещения А. С. Норова, в котором говорилось о предоставлении общего образования всему населению. 17 января 1857 г. отменяется запрещение открывать в столицах частные пансионы и школы. В конце 1857 г. основывается педагогическое общество, в которое входят П. Г. Редкин, А. С. Воронов, И. П. Паульсон и др. И общая печать, и возникшая специально-педагогическая («Журнал для воспитания», «Учитель» и др.) посвящают делу народного образования целый ряд статей.
В столицах и провинции создаётся совершенно новый тип учебных заведений — воскресные школы. Их число быстро растёт, однако реакция 1862 г. приводит к повсеместному их закрытию.
В результате последовавшей за отменой крепостного права многомесячной подготовки и обсуждения общего плана устройства народных училищ 18 января 1862 г. состоялось Высочайшее повеление, которым на министерство народного просвещения возлагалось учреждение и заведование народными училищами во всей Российской империи, за исключением училищ, учреждаемых духовенством, которые оставлялись в ведении синода. В 1863 г. учителя народных училищ и окончившие уездные училища освобождаются от телесного наказания. Наконец, 14 июля 1864 г. было высочайше утверждено Положение о начальных народных училищах, которое легло в основу и Положения от 1874 г. Положение о начальных народных училищах, вместе с изданным в том же году земским положением, давало населению земских губерний возможность взять дело народного образования в свои руки.
Создателям и защитникам новой народной школы в первой половине 1860-х гг. пришлось вести борьбу с теми, кто отстаивал прежние школьные порядки и стремился сосредоточить все народные училища в духовном ведомстве. Церковных школ числилось в 1860 г. 7907, в 1861 г. — 18587, в 1865 г. — 21420. Печать и само министерство народного просвещения говорили о завышенности этих данных, о том, что эти школы числятся лишь на бумаге. Только с 1865 г. число церковных школ начинает уменьшаться, и в 1881 г. их показывалось лишь 4440.
Деятельность министерства народного просвещения в 1860-е — 1870-е годы была направлена на организацию подведомственных ему учебных заведений, на объединение в своём ведении народных училищ, находившихся в других ведомствах, и, наконец, на ослабление влияния общественных учреждений на дело народного образования. В 1869 г. министерству было предоставлено право открывать по всей империи собственные образцовые одноклассные и двуклассные училища. В 1870 г. учителя начальных народных училищ были освобождены от рекрутской и других натуральных повинностей. В том же году дети населяющих Россию инородцев-нехристиан, посещающие народные училища, были освобождены от чтения по церковнославянским книгам. В 1872 г. было издано Положение о городских училищах. В 1873 г. произошло преобразование еврейских начальных училищ. 25 мая 1874 года было издано новое Положение о начальных народных училищах.
Одновременно происходила организация инспекции народных училищ и продолжалось начатое ещё в 1850-е гг. регулирование народного образования на окраинах России. В 1869 г. во всех земских губерниях учреждено по одному инспектору народных училищ. В 1868 г. вышел новый закон о частных училищах и о домашнем обучении.
Сосредоточение в министерстве народного просвещения народных училищ других ведомств началось в 1867 г. передачей училищной части в селениях бывших государственных крестьян в ведение земских и других местных учреждений; расходы по содержанию этих, в большинстве почти не существовавших в действительности школ, были возложены в земских губерниях на земства, а в других губерниях — на мирские волостные сборы. До 1880 г. ведению министерства народного просвещения были подчинены также православные сельские училища Прибалтийских губерний, башкирские, киргизские и татарские школы, болгарские школы Новороссийского края, училища горного ведомства.
С 1866 г. деятельность министерства народного просвещения все более и более проникалась началами строгой бюрократической опеки и недоверия к обществу и учителям. Учебники и книги, допускаемые в народные училища, подвергались строгой цензуре учёного комитета министерства; число таких книг было крайне ограничено. Инспектора народных училищ очень скоро сделались не столько педагогами-инструкторами училищ, сколько наблюдателями за благонадёжностью учителей. Министерство старалось водворить такой порядок, чтобы общественные учреждения только давали на содержание училищ необходимые средства, но не имели бы возможности влиять на направление и постановку учебного дела.

## Грамотность в Российской империи на рубеже XIX—XX веков

### Общие статистические данные
| Район                            | Грамотных на 1000 чел. | Грамотных на 1000 чел. | Грамотных на 1000 чел. | Грамотных мужчин на 10 грамотных женщин | % грамотных в населении, не считая детей до 9 лет | % грамотных мужчин, не считая детей до 9 лет |
| Район                            | Муж.                   | Жен.                   | Обоего пола            | Грамотных мужчин на 10 грамотных женщин | % грамотных в населении, не считая детей до 9 лет | % грамотных мужчин, не считая детей до 9 лет |
| Европейская Россия               | 326                    | 137                    | 229                    | 24                                      | 30                                                | 43                                           |
| Привислинские губ.               | 342                    | 268                    | 305                    | 13                                      | 41                                                | 46                                           |
| Кавказ                           | 182                    | 60                     | 124                    | 26                                      | 17                                                | 26                                           |
| Сибирь                           | 192                    | 51                     | 123                    | 38                                      | 16                                                | 25                                           |
| Средняя Азия                     | 79                     | 22                     | 53                     | 36                                      | 6                                                 | 10                                           |
| Всего по империи (без Финляндии) | 293                    | 131                    | 211                    | 22                                      | 27                                                | 39                                           |

По сведениям Центрального статистического комитета, процент неграмотных новобранцев в России изменился от 78,66 % в 1874 до 74,22 % в 1877 году.
Следующие таблицы, составленные по «Сборнику статистических сведений» (1884-90 гг.; взяты цифры средние за 10 лет), обнимают собою всё население Империи, городское и сельское. Из них видно, что процент неграмотных в Европейской и Азиатской России падает, но падает с некоторыми колебаниями, а в Привислянском крае даже повышается.
В наилучших условиях дело развития грамотности стоит в губерниях:
- Эстляндской — 79,9 % грамотных, и
- Лифляндской — 77,7 % грамотных.

затем следуют:
| 1. Курляндская         | 70,9 |              | 4. Московская | 40,2 |  | 7. Ярославская | 36,2 |
| 2. Санкт-Петербургская | 55,1 |              | 5. Варшавская | 39,1 |  |                |      |
| 3. Ковенская           | 41,9 | 6. Сувалская | 37,4          |      |  |                |      |

В 13 губерниях и областях процент грамотных колеблется от 25 % до 35 %
| 1. Плоцкая      | 33,5  |                  | 6. Гродненская | 29,2           |       | 11. О. Сахалин | 26,8 |
| 2. Черноморская | 31,2  | 7. Виленская     | 28,8           | 12. Херсонская | 25,89 |                |      |
| 3. Петроковская | 30,9  | 8. Таврическая   | 27,9           | 13. Олонецкая  | 25,3  |                |      |
| 4. Седлецкая    | 30,9  | 9. Калишская     | 27,9           |                |       |                |      |
| 5. Ломжинская   | 29,64 | 10. Владимирская | 27             |                |       |                |      |

Менее 25 % грамотных:
| 1. Амурская              | 24,8  |                  | 24. Казанская | 17,9                 |       | 47. Ставропольская | 14,35 |
| 2. Приморская            | 24,7  | 25. Минская      | 17,8          | 48. Енисейская       | 13,6  |                    |       |
| 3. Витебская             | 24,6  | 26. Орловская    | 17,6          | 49. Забайкальская    | 13,4  |                    |       |
| 4. Тверская              | 24,5  | 27. Смоленская   | 17,3          | 50. Терская          | 12,7  |                    |       |
| 5. Костромская           | 24    | 28. Волынская    | 17,2          | 51. Уральская        | 12,3  |                    |       |
| 6. Саратовская           | 23,8  | 29. Могилёвская  | 16,9          | 52. Тобольская       | 11,28 |                    |       |
| 7. Люблинская            | 23,8  | 30. Полтавская   | 16,9          | 53. Карская          | 10,8  |                    |       |
| 8. Архангельская         | 23,3  | 31. Харьковская  | 16,8          | 54. Томская          | 10,4  |                    |       |
| 9. Новгородская          | 23    | 32. Кубанская    | 16,77         | 55. Акмолинская      | 10,4  |                    |       |
| 10. Келецкая             | 22,7  | 33. Уфимская     | 16,7          | 56. Дагестанская     | 9,2   |                    |       |
| 11. обл. Войска Донского | 22,4  | 34. Тамбовская   | 16,6          | 57. Бакинская        | 7,9   |                    |       |
| 12. Радомская            | 22,3  | 35. Воронежская  | 16,3          | 58. Закаспийская     | 7,2   |                    |       |
| 13. Самарская            | 22,1  | 36. Курская      | 16,3          | 59. Эриванская       | 6,4   |                    |       |
| 14. Нижегородская        | 22    | 37. Тифлисская   | 16,3          | 60. Семипалатинская  | 5,9   |                    |       |
| 15. Екатеринославская    | 21,5  | 38. Вятская      | 16            | 61. Елизаветпольская | 4,8   |                    |       |
| 16. Тульская             | 20,74 | 39. Бессарабская | 15,6          | 62. Тургайская       | 4,5   |                    |       |
| 17. Оренбургская         | 20,4  | 40. Симбирская   | 15,6          | 63. Семиреченская    | 4,2   |                    |       |
| 18. Рязанская            | 20,3  | 41. Астраханская | 15,5          | 64. Якутская         | 4,1   |                    |       |
| 19. Калужская            | 19,4  | 42. Подольская   | 15,5          | 65. Сыр-Дарьинская   | 4     |                    |       |
| 20. Пермская             | 19,2  | 43. Иркутская    | 15,2          | 66. Самаркандская    | 3,2   |                    |       |
| 21. Вологодская          | 19,1  | 44. Пензенская   | 14,7          | 67. Ферганская       | 2,9   |                    |       |
| 22. Черниговская         | 18,23 | 45. Кутаисская   | 14,7          |                      |       |                    |       |
| 23. Киевская             | 18,1  | 46. Псковская    | 14,6          |                      |       |                    |       |

Из таблиц видно, что

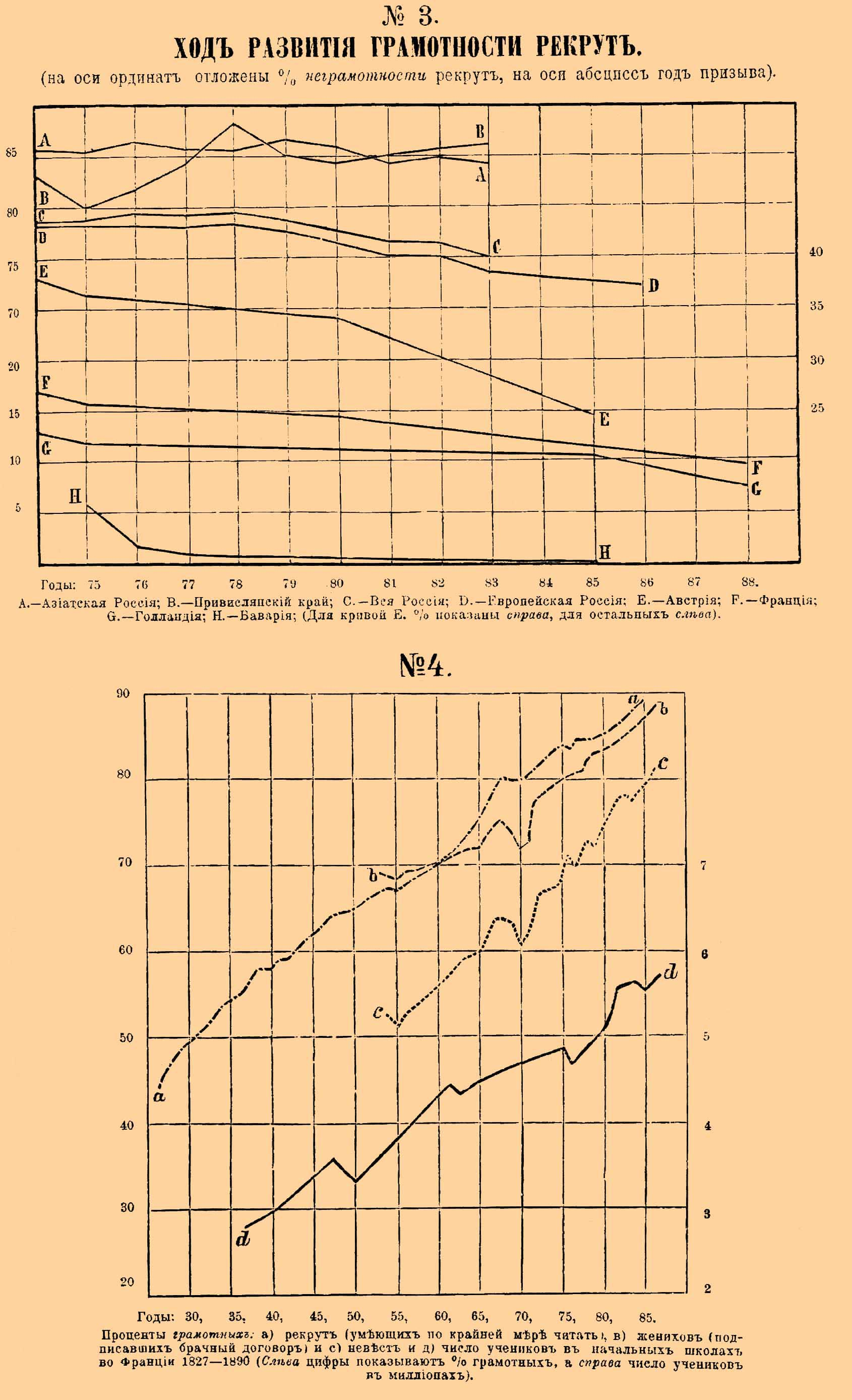
Табл. № 3-4 из статьи ЭСБЕ «Грамотность»

- наибольший процент грамотных рекрутов дали губернии прибалтийские, столичные, промышленные великорусские; наименьший — губернии привислянские и сибирские, а также большей частью губернии южные с малороссийским населением.
- наиболее быстрое поступательное движение грамотных за эти годы дали губернии Санкт-Петербургская (12 %), Ярославская, Таврическая, Пермская.
- менее успешно, оставаясь всё время почти в одинаковом положении, развивалась грамотность в губерниях: Вологодской, Костромской, Уфимской, Курляндской, Виленской, Витебской, Гродненской, Могилёвской, Смоленской, Подольской, Харьковской, Херсонской, Черниговской, Бессарабской, Тобольской, Иркутской, Енисейской.
- наименее благоприятно положение дела во всех губерниях привислянских (кроме Седлецкой), Киевской, Минской в почти во всех областях азиатской России и Кавказа. Все эти области и губернии по отношению управления стоят, как известно, на особом положении сравнительно с губерниями земскими.

Чтобы получить некоторое представление о грамотности сельского населения, заимствуем следующую таблицу из доклада А. Н. Страннолюбского Спб. комитету грамотности. В его вычислениях из числа рекрутов исключены дворяне, чиновники, лица духовного сословия и почётные граждане, которые предполагаются грамотными; процент неграмотных взят относительно всех остальных рекрутов.
При оценке этих цифр, — говорит г. Страннолюбский, — необходимо иметь в виду, что они относятся к цвету мужского населения; притом не было возможности выделить городское население, в котором грамотность распространена несравнено более, нежели в сельском; следовательно, в этом последнем проценте неграмотных должен быть значительно больше, особенно если принять во внимание всё мужское население, в котором грамотность тем слабее, чем старше возраст. Если же взять во внимание и женское население, которое многочисленнее мужского в пропорции 103,3 к 100 и которое почти поголовно безграмотно, то цифру 72,1 для 1887 г. придётся поднять очень сильно. На основании некоторых, довольно вероятных, вычислений, она не только достигнет, но, может быть, даже и превзойдёт 90 %.
Делая сводку данных земской статистики, полученных путём переписей в 110 уездах европейской России, с населением в 14 891 437 душ обоего пола (муж. 7 397 405 и жен. 7 494 032), Н.Бычков даёт следующую таблицу:
|                | Грамотных и учащихся | Грамотных и учащихся | Неграмотных    | Неграмотных |
| всех возрастов | всех возрастов       | всех возрастов       | старше 8 лет1) |             |
| муж.п.         | 1 200 690            | 16,2 %               | 83,8 %         | 78,9 %      |
| жен.п.         | 193 080              | 2,6 %                | 97,4 %         | 96,7 %      |
| об.п.          | 1 393 770            | 9,4 %                | 90,6 %         | 87,9 %      |

1) Дети до 8-летнего возраста вычислены на осн. таблиц Буняковского.
Данные эти взяты из 18 губерний: Бессарабской, Воронежской, Вятской, Екатеринославской, Курской, Московской, Новгородской, Орловской, Санкт-Петербургской, Полтавской, Рязанской, Смоленской, Самарской, Саратовской, Таврической, Тверской, Черниговской. Хотя данные эти относятся к ¼ Европейской России, но благодаря географическому распределению материала получается возможность судить до известной степени и о грамотности всего сельского населения империи.
В Петербурге 59,2 % всего населения грамотных, а в Москве 46,8 %, то есть процент грамотных в Петербурге с лишком в 6 раз, а в Москве с лишком в 5 раз более, чем в русской деревне.
Выведенная выше средняя грамотность изменяется в очень широких пределах. Так:
|                          | муж.    | жен.   | об.п.  |                        |       | об.п. |
| в Петербургском уезде    | 43 %    | 20 %   | 31,0 % | в Иркутском округе     | 6,9 % |       |
| в Московской губернии    | 36,7 %  | 5,0 %  | 20,3 % | в Землянском уезде     | 5,2 % |       |
| в Петергофском уезде     | 25 %    | 9 %    | 17,0 % | в Борисоглебском уезде | 4,5 % |       |
| в Шлиссельбургском уезде | 21 %    | 4 %    | 13,0 % | в Задонском уезде      | 4,5 % |       |
| в Гдовском уезде         | 19 %    | 2 %    | 10,0 % | в Спасском уезде       | 2,7 % |       |
| в Курском уезде          | 10,5 %  | 0,9 %  | 5,8 %  | в Бугульминском уезде  | 2,1 % |       |
| в Воронежском уезде      | 12,3 %  | 1,2 %  | 6,7 %  |                        |       |       |
| в Камышинском уезде      | 42,5 %  | 31,2 % | —      |                        |       |       |
| в Саратовском уезде      | 20,17 % | 5,60 % | —      |                        |       |       |

 Финляндия представляет совершенно иную картину. Из всех частей Российской империи Финляндия самая грамотная, по проценту грамотности приближающаяся к наиболее грамотным странам Европы. На основании данных «Сборника сведений по Финляндии»:
|                                          |           | Из населения, в % |       |       |
| всей Финляндии                           | в городах | в уездах          |       |       |
| Умеющих читать и писать                  | мужч.     | 10,64             | 35,25 | 8,46  |
| Умеющих читать и писать                  | жен.      | 6,49              | 28,59 | 4,38  |
| Умеющих читать и писать                  | всего     | 8,52              | 31,74 | 6,39  |
| Умеющих только читать                    | мужч.     | 63,91             | 34,38 | 66,53 |
| Умеющих только читать                    | жен.      | 70,01             | 46,45 | 72,25 |
| Умеющих только читать                    | всего     | 67,03             | 40,74 | 69,44 |
| не получивших образования, по возрастам: |           |                   |       |       |
| Старше 10 лет                            | мужч.     | 2,12              | 1,58  | 2,17  |
| Старше 10 лет                            | жен.      | 1,68              | 0,31  | 1,78  |
| Старше 10 лет                            | всего     | 1,89              | 1,07  | 1,97  |
| Моложе 10 лет                            | мужч.     | 20,77             | 16,07 | 22,27 |
| Моложе 10 лет                            | жен.      | 20,48             | 14,15 | 21,09 |
| Моложе 10 лет                            | всего     | 21,11             | 15,06 | 21,67 |

«Из этой таблички видно, — заключает Н.Рубакин, автор статьи „Грамотность“ в Энциклопедии Брокгауза и Ефрона, — что грамотность в Финляндии распространена почти в 50 раз более, чем в России; кроме того, распределение её между мужским и женским населением, с одной стороны, и между городским и сельским, с другой, гораздо равномернее».

#### Корреляционные исследования русских демографов
Ниже излагается содержание фрагментов статьи Энциклопедии Брокгауза и Ефрона «Грамотность», которые построены целиком на отечественном материале, но расположены в различных частях оригинального текста. Бо́льшая часть таблиц озаглавлена вновь.

#### Природно-географические факторы
Статистик В. Григорьев в своём исследовании Иркутской губернии (1889 г.) показал, что наименьшее число грамотных и учащихся встречается в тех местностях, где наиболее развито скотоводство.
| На сто душ обоего пола              |                      |                                     |                      |           |           |
| у русских                           | у русских            | у бурятов                           | у бурятов            | у бурятов | у бурятов |
| Голов скота (в переводе на крупный) | Грамотных и учащихся | Голов скота (в переводе на крупный) | Грамотных и учащихся |           |           |
| до 100                              | 6,6                  | до 200                              | 5,2                  |           |           |
| от 100 до 150                       | 6,7                  | от 200 до 250                       | 3,3                  |           |           |
| свыше 150                           | 6,5                  | свыше 250                           | 3,1                  |           |           |

Из этой таблицы видно, что отношение между развитием грамотности и скотоводством, мало заметное у русских, выражается у бурят резко и вполне отчётливо, так как скотоводство в их экономической жизни играет роль несравненно более видную. Причиною этому, по словам Григорьева, являются удобные для скотоводства обширные степи, удалённость от торгово-промышленных центров и вообще та изолированность, которая является всегда характерной для скотоводческого населения.
В том же смысле отражается на распространении грамотности и занятие охотой, которая как организованный промысел может существовать лишь в лесистых, глухих местах, малонаселённых и удалённых от торгово-промышленных центров. Громадность расстояния между населёнными пунктами, слабое развитие сношений также отрицательно отражается на развитии грамотности. Например, по исследованию сибирских статистиков, по мере приближения к Иркутску, центру промышленной и духовной жизни Восточной Сибири, процент грамотных среди старожилов правильно повышается, достигая в Иркутском округе 6,5 %, в самом удалённом — 5,2 %. Там же волости притрактового района дают 7,9 % грамотных и учащихся, волости же, лежащие вне трактов, — только 5,7 %.

#### Факторы экономической жизни
Земские статистические исследования дают богатый материал для уяснения того влияния, которое оказывают на распространение грамотности самые различные факторы экономической жизни — количество надельной земли, десятин пашни, рабочего скота, взрослых работников, характер промышленных занятий и т. д. Связь процента грамотных с количеством земли, приходящейся на душу, видна, например, из следующей таблички:
| Общины с наделом на ревиз. душу                                         | % семей с грамотными и учащим. при развёрстке | % семей с грамотными и учащим. при развёрстке | % семей с грамотными и учащим. при развёрстке | % семей с грамотными и учащим. при развёрстке | Общины с налогом1) на душу | % грамотных и учащихся при развёрстке | % грамотных и учащихся при развёрстке | % грамотных и учащихся при развёрстке | % грамотных и учащихся при развёрстке |
| Общины с наделом на ревиз. душу                                         | По наличн. душам                              | По ревиз. душам                               | По работн.                                    | По работн.                                    | Общины с налогом1) на душу | По наличн. душам                      | По ревиз. душам                       | По работн.                            | По работн.                            |
| До 1,3 дес.                                                             | 10,7                                          | 15,3                                          | 23,5                                          | 25,0                                          | До 1,3 дес.                | 4,6                                   | 5,6                                   | 10,0                                  | 10,6                                  |
| 1,4-2,7 дес.                                                            | —                                             | 17,5                                          | 25,3                                          | 25,0                                          | 1,4-2,7 дес.               | —                                     | 7,4                                   | 10,8                                  | 10,6                                  |
| 2,8-4,0 дес.                                                            | 30,4                                          | 23,7                                          | 20,2                                          | 20,2                                          | 2,8-4,0 дес.               | 16,4                                  | 9,5                                   | 8,9                                   | 8,9                                   |
| Свыше 4,0 дес.                                                          | —                                             | 30,2                                          | 17,0                                          | 17,0                                          | Свыше 4,0 дес.             | —                                     | 15,8                                  | 6,3                                   | 6,3                                   |
| 1) «с налогом» — очевидно, опечатка: следует читать «с наделом на душу» |                                               |                                               |                                               |                                               |                            |                                       |                                       |                                       |                                       |

Из этой таблички видно, что величина на деле имеет отрицательное влияние на число грамотных семей и число грамотных лишь при развёрстке по работникам, то есть при таких земельно-податных условиях, когда надел является тягостью для крестьян или, по крайней мере, не даёт сколько-нибудь значительного дохода. Наоборот, при развёрстке по наличным и ревизским душам, когда надел с избытком окупает платежи, растут и размеры грамотности (и притом весьма сильно) параллельно с ростом надела. Что касается влияния на грамотность качества надела (поскольку оно выражается развёрсткой) при одной и той же величине его, то здесь наблюдается следующее любопытное явление: в общинах с малым наделом (до 2,7 десятин) понижение доходности земли отзывается благоприятно на развитии грамотности, а в общинах с более значительным наделом — наоборот. Этот интересный факт объясняется также влиянием экономических условий: малодоходный надел, если он в то же время и мал по своей величине, не может быть таким бременем для населения, как такой же надел при значительной величине: в первом случае он позволяет населению прибегать к промысловым занатиям, которые в общем благоприятны для грамотности, а во втором надел должен в гораздо большей мере привязывать крестьян к земледелию, несмотря на малую его выгодность. Возрастание процента грамотных с увеличением надела наблюдается и в других местностях европейской России.
Следующая таблица, также взятая нами из сборника по Кузнецкому уезду, показывает связь развития грамотности с другим экономическим фактором — количеством рабочего скота. На 100 мужчин приходится среди великороссов:
| Семья с колич. пашни, десятин | В семьях:        | В семьях:          | В семьях:                  |
| Семья с колич. пашни, десятин | без рабоч. скота | с 1 рабоч. лошадью | с 2 и бол. рабоч. лошадьми |
| 0                             | 8,5              | 11,8               | 10,2                       |
| до 2,5                        | 7,8              | 8,5                | 10,6                       |
| 2,6-5,0                       | 9,9              | 9,6                | 11,6                       |
| 5,1-10,0                      | 10,6             | 9,7                | 12,7                       |
| 10,1 — 20,0                   | 14,8             | 11,8               | 15,4                       |

Из этой таблицы видно, что везде с возрастанием надела процент грамотных повышается. Среди безземельных процент грамотности относительно высок, но это лишь благодаря их промысловому характеру. При сравнении в пределах каждой земельной группы хозяйств без рабочего скота, с одною головою его и т. д. более или менее строгая прямая связь процент грамотных с экономическим достатком наблюдается лишь среди безземельных и малоземельных, а затем эта связь выражается лишь тем, что в большинстве случаев высшие размеры грамотности имеются в группах с наибольшим количеством скота, тогда как минимальные цифры приходятся преимущественно на долю средних групп — с 1 головою рабочего скота.
В Сибири, где общественные отношения не так сложны, связь между этими экономическими факторами и грамотность наблюдается яснее. Так, В.Григорьев, пользуясь материалами, собранными в 11 волостях Приангарского района Иркутской губернии, даёт следующую поучительную таблицу:
| Десятин пашни | % грамотн. мужчин | Рабочих лошадей | % грамотн. мужчин | Взрослых работн. | % грамотн. мужчин |
| 0             | 10,6              | 0               | 5,9               | 0                | 6,7               |
| до 5          | 7,9               | 1 и 2           | 6,7               | l                | 7,9               |
| 5 — 10        | 5,8               | 3 и 4           | 8,1               | 2                | 9,3               |
| 10 — 20       | 7,2               | более 4         | 12,9              | 3 и более        | 9,9               |
| 20 — 40       | 10,8              |                 |                   |                  |                   |
| более 40      | 19,6              |                 |                   |                  |                   |

Из этой таблички видно, что с возрастанием количества взрослых работников и с возрастанием обеспеченности лошадьми процент грамотных возрастает. Наименьшее количество пашни и здесь сопровождается некоторым повышением процента грамотных, что объясняется промысловым, по необходимости, характером населения, не обеспеченного землёю. У бурят в силу большей простоты их экономической жизни и меньшей сложности её означенная зависимость от этих экономических факторов проявляется ещё правильнее. 
Промысловый характер населения, вообще способствующий распространению грамотности, сильно маскирует её зависимость от других экономических факторов.
Процент грамотных в Шлиссельбургском уезде в соотношении с площадью посевов
| Волости     | % грамотных | Высев ржи на наличную душу об. пола, в четвериках |
| Ивановская  | 31,4        | 0,51                                              |
| Путиловская | 20,7        | 0,58                                              |
| Лезьинская  | 14,9        | 0,94                                              |
| Поречская   | 11,6        | 0,97                                              |

Так, например, исследование Шлиссельбургского уезда Санкт-Петербургской губ. показало, что степень распространения грамотности в русских волостях этого уезда обратно пропорциональна размерам посевов. Объясняется это явление тем, что самые грамотные волости, Ивановская и Путиловская, в то же время — наименее земледельческие и наиболее промышленные в уезде. 
Промышленно-заводский характер населения обыкновенно даёт более высокий процент грамотных. Так, Н.Бычков, собравший данные о распространении грамотности по 110 уездам европейской России, даёт следующую таблицу, выделив всю Московскую губернию и 5 уездов Петербургской в одну группу (с промышленным характером населения):
|                                       | Мужчин | Женщин |
| Московской и Санкт-Петербургской губ. | 35,5   | 5,9    |
| 92 остальных уезда                    | 14,2   | 2,1    |

Наибольший процент грамотных рекрутов призыва 1886 г. выпадает на 5 промышленных губерний : Ярославскую — 74,8 %, Санкт-Петербургскую — 65,9 %, Московскую — 59,5 %, Тверскую — 52,5 % и Владимирскую — 51,9 % (Страннолюбский). По Кузнецкому уезду % грамотных и учащихся к общему числу мужчин в семьях с промышленниками равняется 13,8 %, а в остальных семьях — только 10,8 %.
Впрочем, некоторые промыслы не только не усиливают потребности в грамоте, но ослабляют её, являясь показателями такого низкого уровня материального положения, при котором немыслима забота о грамотности. Наоборот, другие промыслы или прямо требуют знания грамоты, или благоприятствуют сознанию её полезности, приводя как самих промышленников, так и их семьи в более разнообразные отношения к остальному миру, или же, наконец, встречаются исключительно или же главн. образом в зажиточных семьях. Например, процент грамотных в Кузнецком уезде среди торговцев и приказчиков 26,8, должностных лиц сельских и волостных — 18,8, фабричных и служащих на железных дорогах — 11,4, плотников — 8,2, бурлаков — 4,4, пастухов — 2,9, угольщиков — 2,1 %.

#### Факторы возраста, пола, сословия
Распределение грамотных по возрасту, полу, сословию и т. д. крайне неравномерно и колеблется в весьма больших пределах не только в разных государствах, но и в одном и том же государстве в разное время, при разных условиях. Как и следовало ожидать, процент грамотных в стране, где народное образование только начинает прогрессировать, в возрастах более зрелых падает. Так, например, в Саратовской губ. распределение грамотных (без учащихся) по возрастам представляет следующую картину:
|                                    | Кузнецкий уезд         | Кузнецкий уезд | Камышинский уезд (преоблад. немецкие колонисты) |
| У татар                            | У остального населения |                | Камышинский уезд (преоблад. немецкие колонисты) |
| Среди стариков свыше 60 лет        | 12,2 %                 | 4,5 %          | 64,4 %                                          |
| " работников мужск. пола 18-60 лет | 19,8 %                 | 12,3 %         | 94,4 %                                          |
| " подростков мужск. пола 14-18 лет | 11,7 %                 | 20,1 %         | 61,5 %                                          |
| " старух свыше 55 лет              | 1,32 %                 | 0,45 %         | 58,1 %                                          |
| " работниц 16-55 лет               | 5,49 %                 | 1,60 %         | 95,2 %                                          |

Таблица показывает, что наименьший процент грамотности приходится на стариков и старух, затем следуют лица рабочего возраста и максимальную цифру дают подростки (среди нетатарского населения Кузнецкого уезда). Что касается татар Кузнецкого уезда и немцев Камышинского уезда, то здесь хотя и нет увеличения процент грамотных среди подростков, но это объясняется тем, что наибольшее число подростков татар и немцев при продолжительности школьного курса зарегистрировано в числе учащихся.
При более детальном распределении на возрасты правильное колебание процента грамотности ещё нагляднее. Так, по сведениям В.Григорьева, на 100 душ всего мужского населения (русского) приходится грамотных в 3-х волостях Иркутской губ.:
| Волость     | В возрасте: | В возрасте: | В возрасте: | В возрасте: | В возрасте: | В возрасте: | В возрасте: | В возрасте: |
| Волость     | до 10 лет   | 10-20 лет   | 20-30 лет   | 30-40 лет   | 40-50 лет   | 50-60 лет   | 50-60 лет   | 60 и более  |
| Смоленская  | 0,8         | 16,3        | 12,6        | 33,0        | 18,4        | 8,9         | 8,9         | 9,0         |
| Яндинская   | 0,5         | 10,2        | 6,5         | 11,6        | 6,4         | 5,7         | 5,7         | 3,7         |
| Тулуновская | 0,3         | 15,2        | 13,0        | 13,2        | 8,9         | 6,8         | 6,8         | 3,4         |

Таблица, в противоположность предыдущей, обнимает и грамотных, и учащихся; первая группа заключает тот возраст, когда ещё только начинают учиться. На число грамотных в возрасте 30-40 лет имела большое влияние введённая в 1874 г. всеобщая воинская повинность, повысившая это число довольно сильно сравнительно с числом грамотных в остальных группах (сведения собраны в конце 1880-х годов); с введением всеобщей воинской повинности стали обращать серьёзное внимание на обучение солдат грамоте, так что прослужившие в солдатах дают процент грамотных сравнительно большой. Если исключить I и IV группы, число грамотных уменьшается правильно и быстро по мере увеличения возраста.
Говоря о распределении грамотности по возрастам, необходимо не упускать из вида смертность. Так, например, замечено, что после войн и вообще усиленных наборов процент грамотности падает. Этот факт объясняется не только тем, что войны отвлекают общественное внимание к вопросам, имеющим мало общего с вопросами народного образования, и тяжело отражаются на экономической и других сторонах жизни, но и тем, что среди солдат процент грамотных выше, чем в других слоях населения, и их потеря понижает и общий процент грамотности в стране.

##### Доступность грамоты для женщин
Между женщинами процент грамотных, вообще говоря, меньше, чем между мужчинами; но эта разность в разных странах далеко не одинакова и колеблется в прямой зависимости как от социального положения женщины в этой стране, так и от других причин. В культурных странах различие сглаживается; в странах протестантских этому способствует и религия.
Например, в Финляндии по сведениям 1889-90 г из числа женщин старше 10 лет не получило никакого образования (не умеет ни читать, ни писать) 2,1 %, из числа мужчин — 2,7 %. Среди немцев-колонистов (Камышинского уезда) грамотных женщин 71,7, грамотных мужчин 71,3, — а среди великороссов, живущих в том же уезде, грамотных мужчин 20,6, грамотных женщин — 1,59 %.
В Петербургском уезде % грамотных мужчин всего населения превышает процент грамотных женщин только в 2,1 раза, по Петергофскому в 2,8, по Шлиссельбургскому в 5,2 раза, по Гдовскому в 9,5, по Московской губ. в 7,3 раза; по Воронежскому у. в 10,2, по Курскому в 11,7 раза. Ещё поразительнее отношение в губ. Новгородской, где процент грамотных мужчин в 16,4 раза выше % грамотных женщин. В Петербургском у. всего сильнее грамотность между женщинами распространена в немецких волостях, где женское население почти так же грамотно, как мужское.

В различных сословиях отношение между грамотными и неграмотными также изменяется в различные стороны. Распределение грамотности среди городского и сельского населения также весьма неравномерно.
Чем больше рознь, по выражению И.Аксакова, между «командующими классами» и народом, тем меньше внимания обращается на образование этого последнего.
В городах процент грамотности, вообще говоря, стоит выше, чем в деревнях, но это не исключает, напр., того факта, что и в городах низшие слои населения пребывают в поголовном невежестве. Напр., в начале XIX в. в Лондоне 1/5 часть населения была неграмотна. Теперь в больших центрах % неграмотных вообще не высок. Так, напр., в Париже число невест, не умевших подписать брачный договор, в 1889 г. составлял всего 0,2 %, а число неграмотных женихов — 0,16 %, тогда как % неграмотных во Франции вообще гораздо выше. Число неграмотных рекрут в Париже в 1889 г. 1,48 %. В Петербурге % грамотных — 59,2 %, в Москве — 46,8, тогда как в Петербургском у. — 31 %, в Московской губ. — 20,3 %. Близость города вообще повышает % грамотных; в глухих относительно уездах этот % падает. Так, в одном из самых глухих уездов СПб. губ., Гдовском, процент грамотных в три с лишком раза ниже, чем в Петербургском, и равен 10 %.
Из предыдущего видно, что грамотность данного народа находится в тесной зависимости с самыми разнообразными сторонами его жизни, есть как бы функция многих переменных. Перечислить все условия, влияющие на распространение грамотности, нет никакой возможности, так как грамотность есть функция всего строя жизни. В свою очередь, грамотность также оказывает влияние на разные стороны её. Малое развитие грамотности является весьма серьёзным тормозом в умственной, религиозной и экономической жизни народа, а также мешает его участию в международной жизни всего человечества.
Историк Б. Н. Миронов отмечал, что по состоянию на 1889 и 1913 годы доля грамотного населения составляла:
| Российская империя | Великобритания (только метрополия, без учёта колоний) | Германия | США   | Австрия (только метрополия, без учёта колоний) | Япония | Франция (только метрополия, без учёта колоний) |
| 31/13              | 91/89                                                 | 97/95    | 88/85 | 74/60                                          | 97/—   | 89/81                                          |
| 54/26              | 99/99                                                 | 99/99    | 93/93 | 81/75                                          | 98/—   | 95/94                                          |

В то же время Миронов указывает на то, что «сдвиги в отношении народа к грамотности в конце XIX в. наметились, прежде всего в среде городского населения и рабочих», хотя и признаёт, что «умение учиться по книгам, руководствоваться прочитанным и усвоенным в своем поведении развивалось медленно и к 1917 году стало внутренней потребностью у меньшинства населения».
По данным Военно-статистического ежегодника за 1912 год среди рядового состава армии из 906 тысяч человек числилось 302 тысячи «малограмотных». Большая Советская Энциклопедия (2-е издание) дает следующие данные по динамике уменьшения неграмотности новобранцев в РИ (процент неграмотных среди новобранцев): 1896 — 60 %; 1900 — 51 %; 1905 — 42 %, 1913 — 27 %.